# 行橋郵便局
行橋郵便局（ゆくはしゆうびんきょく）は福岡県行橋市にある郵便局。民営化前の分類では集配普通郵便局であった。

## 概要
住所：〒824-8799 福岡県行橋市中央1-5-25

### 分室
分室はなし。過去に存在した分室は以下のとおり。
- 保険分室 - 1950年（昭和25年）に廃止された。

## 沿革
- 1872年（明治5年）8月4日 - 行事（ぎょうじ）郵便取扱所として開設[1]。
- 1875年（明治8年）1月1日 - 行事郵便局（五等）となる[1]。
- 1880年（明治13年） - 為替取扱を開始[1]。
- 1881年（明治14年）8月 - 貯金取扱を開始[1]。
- 1889年（明治22年）11月1日 - 大橋電信局と合併、大橋郵便電信局（三等）となる[1][2]。
- 1890年（明治23年）4月1日 - 行橋郵便電信局に改称[1][3]。
- 1903年（明治36年）4月1日 - 通信官署官制の施行に伴い行橋郵便局となる[1][4]。
- 1945年（昭和20年）12月1日 - 特定郵便局から普通郵便局に局種別改定[5]。
- 1946年（昭和21年）6月1日 - 保険分室を設置[6]。
- 1950年（昭和25年）6月11日 - 保険分室を廃止[7]。
- 1956年（昭和31年）2月16日 - 新田原郵便局から集配業務を移管。
- 1956年（昭和31年）10月11日 - 電話通話および和文電報受付事務の取扱を開始。
- 1958年（昭和33年）4月1日 - 延永簡易郵便局の廃止に伴い、取扱事務を承継。
- 1974年（昭和49年）8月 - 局舎新築落成。
- 1999年（平成11年） - 外国通貨の両替および旅行小切手の売買に関する業務取扱を開始。
- 2007年（平成19年）10月1日 - 民営化に伴い、併設された郵便事業行橋支店に一部業務を移管。
- 2012年（平成24年）10月1日 - 日本郵便株式会社発足に伴い、郵便事業行橋支店を行橋郵便局に統合。

## 取扱内容
- 郵便、印紙、ゆうパック、内容証明
- 貯金、為替、振替、振込、国際送金、外貨両替・トラベラーズチェック、国債、投資信託
- 生命保険、バイク自賠責保険、自動車保険、がん保険、引受条件緩和型医療保険
- ゆうちょ銀行ATM
- 行橋市内の集配業務
- ゆうゆう窓口

## 周辺
- 行橋市役所
- コスメイト行橋（文化センター、図書館）
- 国道10号
- 国道201号
- 国道496号
- 今川
- 長峡川

## アクセス
- JR日豊本線、平成筑豊鉄道田川線 行橋駅から東へ約900m（徒歩約10分）
- 西鉄バス 行橋営業所停留所、太陽交通バス 西鉄営業所前停留所下車
- 東九州自動車道 苅田北九州空港ICから南へ約9km
- 駐車場あり：19台